# Eenparige beweging
Met een eenparige beweging wordt meestal een eenparig rechtlijnige beweging bedoeld, dit is een beweging waarvan de snelheid in grootte en in richting niet verandert. Er is geen versnelling, of ten overvloede geen vertraging, in de beweging. 'Eenparig' betekent: gelijkmatig, gelijkvormig, uniform, eendrachtig. De hier gehanteerde betekenis van gelijkmatig: uniform, komt uit de kinematica of bewegingsleer, een onderdeel van de mechanica.
Het begrip wordt soms breder gebruikt dan hier boven aangegeven, althans, er zijn ook andere bewegingen met eenparig in de naam:
- Eenparig versnelde beweging of eenparig veranderlijke rechtlijnige beweging: een lichaam ondergaat een constante versnelling {\displaystyle v(t)=v_{0}+at}, {\displaystyle a} is constant.
- Eenparig cirkelvormige beweging: een massavoorwerp beschrijft een cirkelvormige baan met een constante snelheid.

Een van de grote inzichten van de mechanica van Newton is dat een voorwerp dat niet aan krachten is blootgesteld stilstaat of een eenparige beweging ondergaat. Voor zijn tijd dacht men dat zo'n voorwerp vanzelf tot stilstand zou komen. Zo neemt men het in het dagelijks leven inderdaad waar, maar men realiseerde zich niet dat daar een kracht, bijvoorbeeld wrijving, bij betrokken was. Bij de beweging van de planeten in een omloopbaan ontbreekt enige wrijving, omdat de ruimte waarin zij voortsnellen leeg is. De aarde kan bijvoorbeeld jaar na jaar dezelfde baan blijven volgen zonder af te remmen. De bestudering van de banen van de planeten heeft zo sterk bijgedragen tot het bijstellen van het foutieve beeld. Overigens is de beweging van de aarde een voorbeeld van een eenparig cirkelvormige beweging. De aarde ondervindt de zwaartekracht van de zon, die voor de ronde baan om de zon zorgt. Zonder de zwaartekracht van de zon zou de aarde in een rechte lijn het zonnestelsel verlaten.

## Voorbeeld
Een fietser A rijdt met een snelheid van 20 km/u van het punt P naar punt Q. De afstand tussen P en Q bedraagt 60 km. Een tweede fietser B vertrekt 30 minuten later dan A en rijdt met een snelheid van 30 km/u in tegengestelde richting van Q naar P. Waar komen A en B elkaar tegen?

### Oplossing
Voor de door A en B afgelegde afstanden {\displaystyle s_{\text{A}}} respectievelijk {\displaystyle s_{\text{B}}} geldt:
{\displaystyle s_{\text{A}}=v_{\text{A}}t_{\text{A}}=20t_{\text{A}}}
{\displaystyle s_{\text{B}}=v_{\text{B}}t_{\text{B}}=v_{\text{B}}(t_{\text{A}}-0{,}5)=30(t_{\text{A}}-0{,}5)}
Op het moment dat zij elkaar ontmoeten hebben beiden in zijn totaliteit 60 km afgelegd:
{\displaystyle s_{\text{A}}+s_{\text{B}}=60}
Invullen:
{\displaystyle s_{\text{A}}+s_{\text{B}}=20t_{\text{A}}+30(t_{\text{A}}-0{,}5)=50t_{\text{A}}-15=60},
dus
{\displaystyle t_{\text{A}}={\tfrac {75}{50}}=1{,}5}
Fietser A moet 1,5 uur rijden voordat hij B tegenkomt; {\displaystyle A} heeft dan afgelegd:
{\displaystyle s_{\text{A}}=20t_{\text{A}}=30{\text{ km}}}
Ze komen elkaar precies halverwege tegen.